# Brabham BT60Y
La Brabham BT60 è stata l'ultima auto da corsa di Formula Uno costruita dalla Brabham. Progettata da Sergio Rinland,  ha corso nei campionati 1991 e 1992 di Formula 1. La vettura ha portato a termine una storia di 30 anni fatta di auto da corsa appositamente costruite per le competizioni, che ha avuto inizio con Jack Brabham e Ron Tauranac con la Brabham BT5 nel 1963.

## Stagione 1991
La stagione 1991 si svolge con la prima vettura, la BT60Y che è stata alimentata dal motore V12 Yamaha OX99 ed è stata guidata da Martin Brundle, tornato di nuovo alla Brabham dopo aver guidato per la Jaguar nel Campionato Mondiale Sportprototipi. La seconda vettura del team invece, è stata guidata da Mark Blundell. La BT60Y ha segnato solo 3 punti nel 1991 le migliori posizioni sono state un 5º posto per Brundle e un 6º posto per Blundell. La squadra ha concluso in 10ª posizione nel Campionato Costruttori.

## Stagione 1992
Per la stagione di Formula Uno 1992 il team ha utilizzato una versione modificata della BT60Y, soprannominata BT60B che è stata alimentata dal motore V10 Judd GV ed è stata guidata da Eric van de Poele e l'italiana Giovanna Amati. Amati è stata sostituita nel team da un altro giovane della Formula Uno, e futuro campione Mondiale, Damon Hill. La BT60B è stata l'ultima vettura di Formula Uno prodotta dalla Brabham. La stagione 1992 è stato un completo disastro per la squadra. Solo 3 gare disputate e molte non qualificazioni. Due gare dopo l'ultima qualificazione in gara, la squadra ha disputato la sua ultima gara di sempre in Formula 1, al Gran Premio d'Ungheria 1992 dove Hill si è piazzato 11º (miglior piazzamento stagionale per la squadra), doppiato di 4 giri da Ayrton Senna, vincitore della corsa.